# کراسنوویشنوویه
کراسنوویشنوویه (روسی: Красновишневое) یک دریاچه در استان نووسیبیرسک کشور روسیه است.